# Acanthoscelides attelaboides
Acanthoscelides attelaboides là một loài bọ cánh cứng trong họ Bruchidae. Loài này được Drapiez miêu tả khoa học năm 1819.